# Nick Chinlund
Nick Chinlund, född 18 november 1961 i New York, är en amerikansk skådespelare.

## Filmografi (urval)
- 1995 och 2000 – Arkiv X (gästroll i TV-serie)
- 1997 – Con Air
- 1997 – Mr. Magoo
- 2001 – Training Day
- 2002 – Below
- 2003 – Tears of the Sun
- 2004 – Chronicles of Riddick
- 2005–2006 – Desperate Housewives (gästroll i TV-serie)
- 2007 – Hallowed Ground
- 2008 – Felon
- 2015 – Close Range